# Nanette of the Wilds
Nanette of the Wilds er en amerikansk stumfilm fra 1916 af Joseph Kaufman.

## Medvirkende
- Pauline Frederick som Nanette Gauntier.
- Willard Mack som Thomas O'Brien.
- Macey Harlam som Baptiste Flammant.
- Charles Brandt som Joe Gauntier.
- Frank Joyner som Andy Joyce.